# Hiroshi Inagaki
Hiroshi Inagaki (japonès: 稲垣 浩, Inagaki Hiroshi; Tòquio, 30 de desembre de 1905 - Tòquio, 21 de maig de 1980) va ser un director de cinema japonès, conegut per la seva trilogia Samurai i el film Muhōmatsu no isshō, guanyadora en el Festival Internacional de Cinema de Venècia 1958.

## Biografia
Era fill d'un actor ambulant, i des de molt jove es va dedicar al teatre. Va portar una vida errant, després de quedar-se orfe als 9 anys.
Va entrar en la productora Nikkatsu començant com a actor, en la pel·lícula Yoru dirigida per Kenji Mizoguchi en 1923. Poc després va ser nomenat director per la productora.
En 1928 va dirigir la seva primera pel·lícula, Tenka taiheiki. Va fer moltes jidai-geki o Jidaigeki (pel·lícules del gènere èpic), i diverses pel·lícules en tres parts, així com adaptacions literàries, com El pas del gran Bodhisattva, (veure Bodhisattva).
Durant la Segona Guerra Mundial va filmar Muhōmatsu no isshō, de la qual va fer posteriorment la versió guanyadora del Lleó d'Or a la 19a Mostra Internacional de Cinema de Venècia en 1958, considerada una de les millors pel·lícules japoneses de la història.
La seva obra més coneguda és la Trilogia Samurai basada en la novel·la d'Eiji Yoshikawa:
- Musashi Miyamoto (宮本武蔵) (1954)
- Zoku Miyamoto Musashi: Ichijōji no Kettō (続宮本武蔵 一乗寺の決闘) (1955)
- Miyamoto Musashi kanketsuhen: kettō Ganryūjima (決闘巌流島) (1956)

Les pel·lícules estan protagonitzades per Toshirō Mifune, sent la primera guanyadora del Oscar a la millor pel·lícula estrangera en 1955.
Va morir el 21 de maig de 1980, a causa de problemes de salut derivats de l'alcoholisme.

## Filmografia

### Director
- Tenka taiheiki (天下太平記) (1928)
- Hōrō zanmai (放浪三昧) (1928)
- Muhōmatsu no isshō (無法松の一生) (1943)
- Noroshi wa Shanghai ni agaru (狼火は上海に揚る 春江遺) (1944)
- Sengoku burai (戦国無頼) (1952)
- Trilogia Samurai
  - Musashi Miyamoto (宮本武蔵) (1954)
  - Zoku Miyamoto Musashi: Ichijōji no Kettō (続宮本武蔵 一乗寺の決闘) (1955)
  - Miyamoto Musashi kanketsuhen: kettō Ganryūjima (決闘巌流島) (1956)
- Tabiji (旅路) (1955)
- Arashi (嵐) (1956)
- Yagyū Bugeichō (柳生武芸帳) (1957)
- Muhōmatsu no isshō (無法松の一生) (1957)
- Yagyū Bugeichō–Sōryū hiken part II (柳生武芸帳 双龍秘剣) (1958)
- Nippon Tanjō (日本誕生) (1959)
- Aru kengō no shōgai (或る剣豪の生涯) (1959)
- Ōsaka-jō monogatari (大阪城物語) (1961) amb Toshiro Mifune
- Chushingura: Hana no Maki, Yuki no Maki (忠臣蔵 花の巻 雪の巻) (1962) amb Toshiro Mifune
- Shikonmado - Dai tatsumaki (1964)
- Sasaki Kojiro—Zenpen: Fuun Osaka-jo Kohen: Ketto Ganryushima (a.k.a. Kojiro) (1967)[4]
- Fūrin Kazan (風林火山) (1969)
- Machibuse (待ち伏せ) (1970)

### Productor
- Shinsengumi (新選組) (1969)